# The Seed of the Sacred Fig
The Seed of the Sacred Fig (tiếng Ba Tư: دانه‌ی انجیر معابد, đã Latinh hoá: Dāne-ye anjīr-e ma'ābed) là một bộ phim chính kịch ra mắt năm 2024 do Mohammad Rasoulof viết kịch bản, đồng sản xuất và đạo diễn. Cốt truyện xoay quanh Iman, một thẩm phán điều tra của Tòa án Cách mạng Hồi giáo ở Tehran, phải đấu tranh tâm lý khi khẩu súng của ông biến mất một cách bí ẩn mà nghi phạm chính là vợ và hai con gái, trước bối cảnh các cuộc biểu tình chính trị tại Iran do cái chết của Mahsa Amini. Dàn diễn viên bao gồm Soheila Golestani, Missagh Zareh, Mahsa Rostami và Setareh Maleki. Bộ phim kết hợp nội dung hư cấu với những hình ảnh có thật của cuộc biểu tình Mahsa Amini.
The Seed of the Sacred Fig được công chiếu tại Liên hoan phim Cannes 2024 vào ngày 24 tháng 5 năm 2024. Bộ phim được đề cử Cành cọ Vàng và đoạt Giải thưởng đặc biệt của Ban giám khảo. Trước buổi công chiếu, Rasoulof bị chính quyền Iran tuyên án 8 năm tù, nhưng trốn thoát thành công sang Đức và đi thảm đỏ tại Liên hoan phim Cannes cùng các diễn viên, thành viên đoàn làm phim. Bộ phim được phát hành tại Pháp vào ngày 18 tháng 9 năm 2024 và tại Đức vào ngày 26 tháng 12 năm 2024. Bộ phim được giới phê bình tán thành. Ủy ban Quốc gia về phê bình điện ảnh trao bộ phim Giải NBRMP cho phim ngoại ngữ hay nhất năm 2024. Bộ phim được đề cử Giải phim ngoại ngữ hay nhất tại Giải Quả cầu vàng lần thứ 82 và Giải thưởng Điện ảnh Viện Hàn lâm Anh lần thứ 78. Tại Giải Oscar lần thứ 97, bộ phim được đề cử Giải phim quốc tế hay nhất với tư cách là phim dự thi của Đức.

## Nội dung
Iman là một luật sư trung thực và ngoan đạo, sống cùng vợ, Najmeh, và hai cô con gái, Rezvan và Sana. Iman được bổ nhiệm làm thẩm phán điều tra tại Tòa án Cách mạng Hồi giáo ở Tehran, kèm theo là được tăng lương và một căn hộ lớn, đúng như mong muốn của Najmeh.
Biểu tình Mahsa Amini bùng nổ tại Iran. Cấp trên của Iman yêu cầu ông ký phê duyệt bản án đối với người biểu tình mà không cần xem xét bằng chứng, bao gồm cả án tử hình, và cho biết rằng người tiền nhiệm của ông đã bị sa thải vì từ chối. Iman được lệnh phải phải giữ kín danh tính và công việc của ông với bạn bè, gia đình để tránh bị gây sức ép. Cấp trên cấp cho Iman một khẩu súng lục để bảo vệ gia đình, nhưng ông không muốn dùng khẩu súng và không cất giữ cẩn thận khẩu súng.
Sadaf, một người bạn tốt của Rezvan, bị bắn vào mặt trong một cuộc biểu tình phản đối việc bắt buộc đeo khăn trùm đầu. Najmeh, Rezvan và Sana sơ cứu cho Sadaf tại căn hộ của họ và quyết định không nói cho Iman biết. Một thời gian sau, Sadaf bị bắt. Najmeh cấm Rezvan và Sana giao du với những người bạn tham gia biểu tình, gây bất hòa trong gia đình.
Khi các cuộc biểu tình gia tăng trên cả nước, Iman trở nên đa nghi và hoang tưởng vì phải ký hàng trăm bản án mỗi ngày đối với người biểu tình. Rezvan và Sana cảm thấy phẫn nộ khi theo dõi các cuộc biểu tình trên mạng xã hội. Trong bữa tối, Rezvan bày tỏ quan điểm ủng hộ cuộc biểu tình. Iman chỉ trích quan điểm nữ quyền của Rezvan là luận điệu tuyên truyền của các thế lực thù địch.
Khẩu súng lục của Iman đột nhiên biến mất. Ông nghi ngờ rằng vợ con ông lấy khẩu súng và đang nói dối. Iman dẫn Najmeh, Rezvan và Sana đến gặp một đồng nghiệp tên là Alireza để thẩm vấn với lý do ông không còn cảm thấy an toàn trong chính ngôi nhà của mình. Tên, ảnh và địa chỉ của Iman bị phát tán lên mạng xã hội. Để bảo vệ gia đình, Iman quyết định chở gia đình về quê trên núi. Trước khi rời khỏi Tehran, một người đồng nghiệp đưa cho ông một khẩu súng thay cho khẩu súng bị thất lạc. Trên đường đi, một cặp đôi nhận ra Iman và bắt đầu chụp hình xe ông. Iman đuổi kịp cặp đôi và trói họ lại. Sana tiết lộ với Rezvan rằng cô là người giấu khẩu súng.
Ở quê, Iman bắt đầu thẩm vấn cả gia đình và ghi hình lời thú nhận bằng máy quay. Để bảo vệ mẹ và em gái, Rezvan khai man rằng cô là người giấu khẩu súng. Iman nhốt Rezvan và Najmeh dưới tầng hầm, nhưng Sana trốn thoát với khẩu súng. Sana dụ nhốt Iman trong một nhà kho và cứu chị gái và mẹ trước khi ông thoát ra được. Ba mẹ con trốn trong một thị trấn hoang tàn, nhưng Iman bắt được Najmeh trên nóc một tòa nhà. Sana và Rezvan đến cứu mẹ, Sana giơ súng về phía Iman, nhưng sợ bóp cò. Iman tiến về phía cô với khẩu súng thứ hai trên tay, cô hoảng sợ bắn xuống chân ông, làm sập nóc nhà. Iman rơi xuống và được cho là đã chết.
Bộ phim kết thúc với những đoạn video cho thấy những người phụ nữ biểu tình tại Tehran vẫy khăn trùm đầu.

## Diễn viên
- Soheila Golestani trong vai Najmeh
- Missagh Zareh trong vai Iman
- Mahsa Rostami trong vai Rezvan
- Setareh Maleki trong vai Sana
- Niousha Akhshi trong vai Sadaf
- Amineh Mazrouie Arani trong vai người phụ nữ trong xe
- Reza Akhlaghirad trong vai Ghaderi
- Shiva Ordooie trong vai Fateme

## Bối cảnh

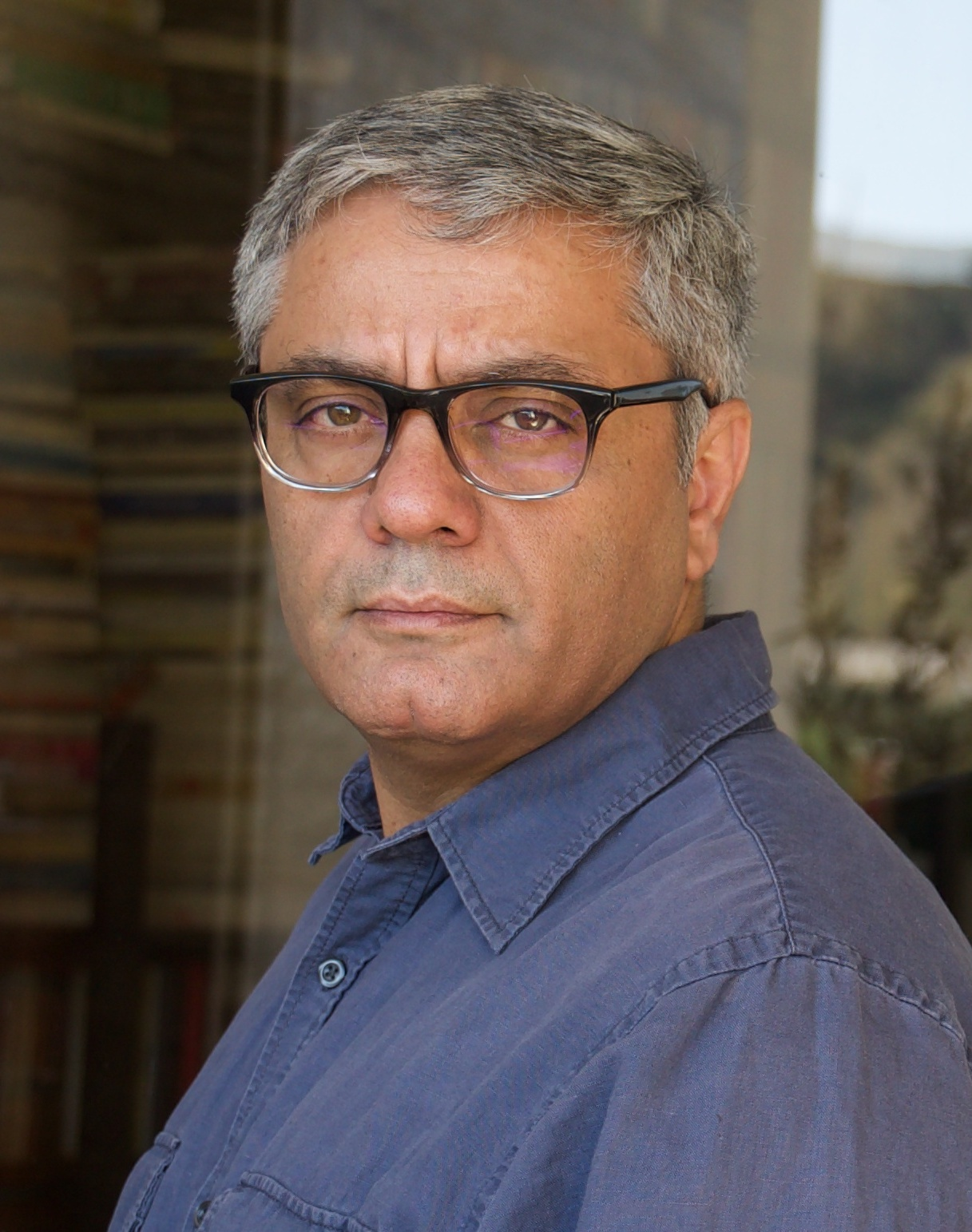
Mohammad Rasoulof

Trong quá khứ, đạo diễn Mohammad Rasoulof đã bị tuyên ba án tù cũng như bị cấm làm việc, xuất cảnh vì làm phim trái với chế độ kiểm duyệt của Iran. Năm 2020, bộ phim There Is No Evil do ông đạo diễn giành giải Gấu Vàng tại Liên hoan phim quốc tế Berlin lần thứ 70, mặc dù ông không thể tham dự lễ trao giải.
Rasoulof ban đầu có kế hoạch tham gia Liên hoan phim Cannes 2023 làm thành viên ban giám khảo hạng mục Un Certain Regard, nhưng bị bắt giữ vào tháng 7 năm 2022 sau khi chỉ trích chính phủ đàn áp cuộc biểu tình về vụ sập tòa nhà ở thành phố Abadan. Tháng 2 năm 2023, ông được tạm thả vì lý do sức khỏe. Sau đó, ông được đặc xá và bị phạt một năm tù cũng như cấm xuất cảnh hai năm vì "tuyên truyền chống phá chế độ".
Sau Liên hoan phim Cannes thông báo công chiếu bộ phim, chính quyền Iran thẩm vấn, cấm xuất cảnh dàn diễn viên, đoàn làm phim và gây sức ép buộc họ thuyết phục Rasoulof rút bộ phim khỏi danh sách phim tham dự Liên hoan phim Cannes. Ngày 8 tháng 5 năm 2024, Rasoulof bị kết án tám năm tù, phạt đòn, phạt tiền và tịch thu tài sản.
Ngay sau đó, Rasoulof cùng một số diễn viên và thành viên đoàn làm phim trốn thoát sang châu Âu. Hành trình của Rasoulof kéo dài 28 ngày, ông phải đi bộ giữa các làng ở biên giới, trước khi đến một thị trấn có lãnh sự quán Đức và được lãnh sự quán cấp giấy tờ tạm thời để nhập cảnh Đức. Tuy nhiên, Soheila Golestani và Missagh Zareh phải ở lại Iran. Rasoulof và một số diễn viên, thành viên đoàn làm phim đi thảm đỏ tại Liên hoan phim Cannes vào ngày 24 tháng 5 năm 2024.

## Sản xuất
The Seed of the Sacred Fig là tác phẩm đạo diễn thứ mười của Mohammad Rasoulof. Tên gọi bộ phim đề cập đến một loài cây bồ đề lan rộng bằng cách quấn mình quanh một cây khác và siết chết cây đó, ngụ ý rằng sự bất mãn của người dân Iran sẽ dần dà siết chết chính quyền. Rasoulof viết kịch bản và chọn Missagh Zareh và Soheila Golestani vào vai chính. Golestani trước đó đã bị chính quyền bắt giữ vì tham gia biểu tình phản đối việc đội khăn trùm đầu.

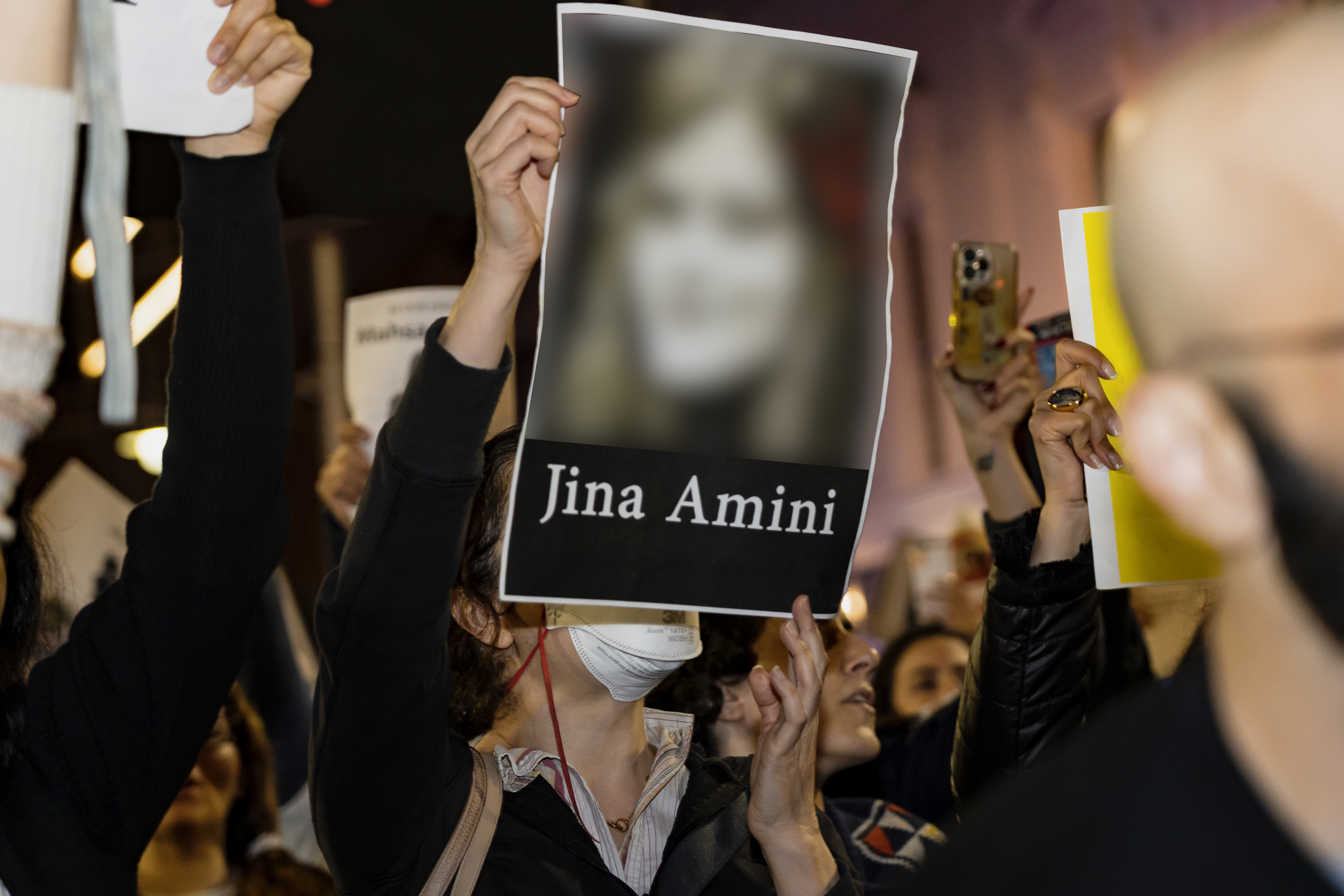
Áp phích có hình của Mahsa Amini tại một cuộc biểu tình hưởng ứng ở Melbourne, Úc, 2022

Quay phim chính diễn ra bí mật từ cuối tháng 12 năm 2023 đến tháng 3 năm 2024. Rasoulof cho biết phải nghỉ ngơi chỉ sau khi quay phim vài ngày. Ông hợp tác nhà quay phim Pooyan Aghababaei. Trong quá trình quay phim, Rasoulof nghe tin mình lại bị kết án tù. Ông tận dụng khoảng thời gian xét xử phúc thẩm trùng với ngày lễ Nowruz kéo dài hai tuần ở Iran để hoàn thành bộ phim. Sau khi tòa phúc thẩm y án, ông có hai tiếng để trình diện và quyết định bỏ trốn đến một nơi an toàn trước khi vượt biên bằng đường bộ.
Các thước phim được tuồn ra khỏi Iran đến Hamburg. Andrew Bird phụ trách dựng phim và lồng ghép các đoạn video thực của biểu tình Mahsa Amini. Hậu kỳ được thực hiện ở Đức. Thời lượng phim kéo dài 168 phút, bao gồm các video internet thật về các cuộc biểu tình và phản ứng đàn áp bạo lực của chính quyền.
Rasoulof sản xuất bộ phim cùng với Amin Sadraei, Mani Tilgner, Rozita Hendijanian và Jean-Christophe Simon. Các công ty Run Way Pictures ở Đức và Parallel45 ở Pháp tham gia sản xuất bộ phim. Arte France Cinéma đồng sản xuất bộ phim với sự tài trợ của MOIN Filmförderung Hamburg Schleswig-Holstein. Công ty Films Boutique tại Berlin tiếp thị bộ phim tại thị trường quốc tế.

## Phát hành

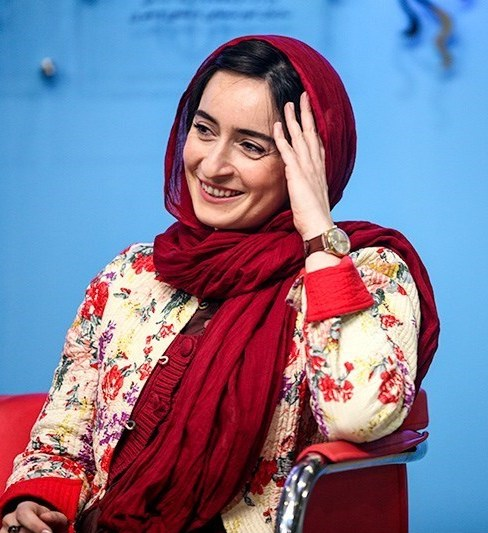
Nữ diễn viên chính Soheila Golestani không thể tham dự buổi công chiếu tại Liên hoan phim Cannes

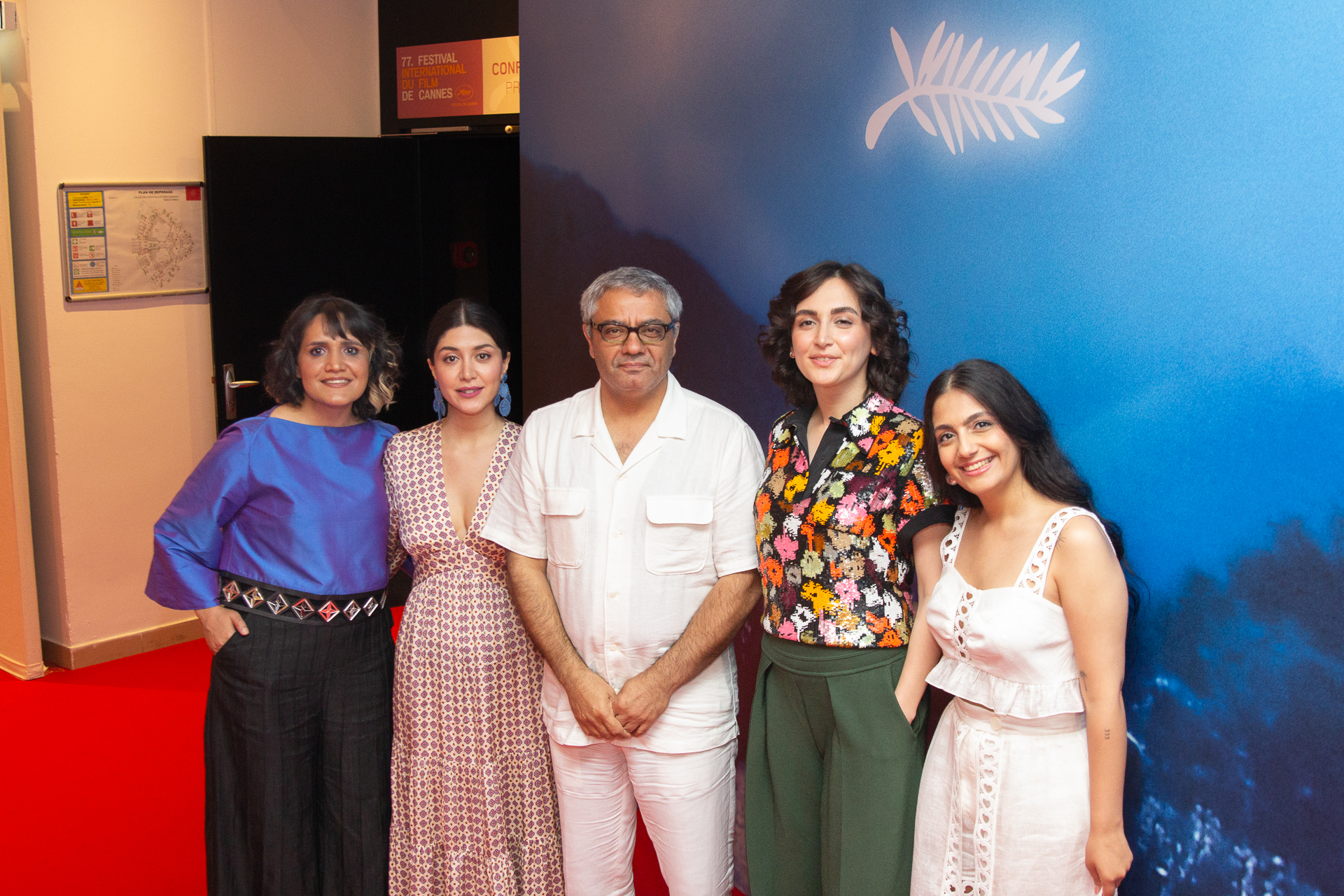
Rasoulof (giữa) cùng với một số bạn diễn tại Liên hoan phim Cannes

The Seed of the Sacred Fig được công chiếu tại Liên hoan phim Cannes 2024 vào ngày 24 tháng 5 năm 2024 và đoạt Giải thưởng đặc biệt của Ban giám khảo. Bộ phim nhận được tràng pháo tay đứng từ khán giả kéo dài 12 đến 15 phút. Trước khi bộ phim được công chiếu, Neon mua bản quyền phát hành bộ phim ở Bắc Mỹ dự định phát hành vào cuối năm 2024. Sau khi bộ phim được công chiếu, Lionsgate mua lại bản quyền phát hành bộ phim tại Anh và Ireland.
Tại Bắc Mỹ, bộ phim được công chiếu tại Liên hoan phim Telluride lần thứ 51 và được trình chiếu tại Liên hoan phim quốc tế Toronto 2024 và Liên hoan phim New York 2024. Pyramide Distribution phát hành bộ phim tại Pháp vào ngày 18 tháng 9 năm 2024. Alamode Film phát hành bộ phim tại Đức vào ngày 26 tháng 12 năm 2024.
The Seed of the Sacred Fig được trình chiếu tại Liên hoan phim quốc tế Rotterdam lần thứ 54 vào tháng 2 năm 2025.

## Đón nhận

### Đánh giá chuyên môn
Trên trang web tổng hợp đánh giá Rotten Tomatoes, 97% trong số 145 bài phê bình được xác định là tích cực, với điểm trung bình là 8.3/10.  Nhìn chung các nhà bình luận đều đồng thuận ở nội dung: "Là một bản án gay gắt về chế độ độc tài, dù là của một quốc gia hay một gia đình, The Seed of the Sacred Fig vừa là một bộ phim chính kịch hấp dẫn vừa là tuyên bố chính trị mạnh mẽ." Trang Metacritic sử dụng công thức bình quân gia quyền, đã chấm bộ phim số điểm 84/100 dựa trên 30 nhà phê bình, cho thấy "sự tán dương rộng rãi". Trang web AlloCiné chấm bộ phim số điểm 4.4/5 dựa trên 39 nhà phê bình Pháp. Peter Bradshaw của tờ báo The Guardian chấm bộ phim số điểm 4/5, nhận xét rằng: "Bộ phim có thể chưa hoàn hảo, nhưng không thể chối bỏ sự dũng cảm và tính thời sự của nó". Peter Debruge của tạp chí Variety so sánh bối cảnh của bộ phim với Đức Quốc Xã, Trung Quốc, Liên Xô và khen Rasoulof lột tả thành công sự áp bức trong một gia đình. Alissa Wilkinson của tờ báo The New York Times đánh giá rằng nội dung bộ phim phá vỡ bức tường thứ tư và có tính thời sự cao.

### Giải thưởng và đề cử
| Giải thưởng                                                | Thời gian            | Hạng mục                                                               | Đề cử                                                                                      | Kết quả   | Nguồn                |
| ---------------------------------------------------------- | -------------------- | ---------------------------------------------------------------------- | ------------------------------------------------------------------------------------------ | --------- | -------------------- |
| Giải Oscar                                                 | 2 tháng 3 năm 2025   | Phim quốc tế hay nhất                                                  | Đức                                                                                        | Đề cử     | [ 7 ]                |
| Liên minh các nữ nhà báo hoạt động về điện ảnh             | 7 tháng 1 năm 2025   | Phim quốc tế hay nhất                                                  | The Seed of the Sacred Fig                                                                 | Đoạt giải | [ 45 ]               |
| Giải thưởng điện ảnh châu Á                                | 16 tháng 3 năm 2025  | Biên kịch xuất sắc nhất                                                | Mohammad Rasoulof                                                                          | Đoạt giải | [ 46 ]               |
| Giải thưởng điện ảnh châu Á Thái Bình Dương                | 30 tháng 11 năm 2024 | Diễn viên xuất sắc nhất                                                | Soheila Golestani                                                                          | Đề cử     | [ 47 ]               |
| Giải Astra                                                 | 8 tháng 12 năm 2024  | Phim quốc tế hay nhất                                                  | The Seed of the Sacred Fig                                                                 | Đề cử     | [ 48 ]               |
| Hiệp hội phê bình phim Austin                              | 6 tháng 1 năm 2025   | Phim quốc tế hay nhất                                                  | The Seed of the Sacred Fig                                                                 | Đoạt giải | [ 49 ]               |
| Giải thưởng Điện ảnh Viện Hàn lâm Vương quốc Liên hiệp Anh | 16 tháng 2 năm 2025  | Phim ngoại ngữ hay nhất                                                | Mohammad Rasoulof, Amin Sadraei                                                            | Đề cử     | [ 50 ]               |
| Giải Phim độc lập Anh                                      | 8 tháng 12 năm 2024  | Phim độc lập quốc tế hay nhất                                          | Mohammad Rasoulof, Rozita Hendijanian, Amin Sadraei, Jean-Christophe Simon và Mani Tilgner | Đề cử     | [ 51 ]               |
| Giải thưởng điện ảnh vì hòa bình                           | 17 tháng 2 năm 2025  | Phim hay nhất của năm                                                  | Mohammad Rasoulof, Rozita Hendijanian, Amin Sadraei, Jean-Christophe Simon và Mani Tilgner | Đoạt giải | [ 52 ]               |
| Liên hoan phim Cannes                                      | 25 tháng 5 năm 2024  | Cành cọ Vàng                                                           | Mohammad Rasoulof                                                                          | Đề cử     | [ 53 ]               |
| Liên hoan phim Cannes                                      | 25 tháng 5 năm 2024  | Giải Đặc biệt                                                          | Mohammad Rasoulof                                                                          | Đoạt giải | [ 54 ]               |
| Liên hoan phim Cannes                                      | 25 tháng 5 năm 2024  | FIPRESCI                                                               | Mohammad Rasoulof                                                                          | Đoạt giải | [ 55 ]               |
| Liên hoan phim Cannes                                      | 25 tháng 5 năm 2024  | Giải Ban giám khảo đại kết                                             | Mohammad Rasoulof                                                                          | Đoạt giải | [ 56 ]               |
| Liên hoan phim Cannes                                      | 25 tháng 5 năm 2024  | Giải François Chalais                                                  | Mohammad Rasoulof                                                                          | Đoạt giải | [ 57 ]               |
| Liên hoan phim Cannes                                      | 25 tháng 5 năm 2024  | Prix des Cinémas Art et Essai                                          | Mohammad Rasoulof                                                                          | Đoạt giải | [ 58 ]               |
| Giải César                                                 | 28 tháng 2 năm 2025  | Phim nước ngoài hay nhất                                               | The Seed of the Sacred Fig                                                                 | Đề cử     | [ 59 ]               |
| Hiệp hội phê bình phim Chicago                             | 11 tháng 12 năm 2024 | Phim ngoại ngữ hay nhất                                                | The Seed of the Sacred Fig                                                                 | Đề cử     | [ 60 ]               |
| Liên hoan phim quốc tế Chicago                             | 27 tháng 10 năm 2024 | Hugo Vàng                                                              | The Seed of the Sacred Fig                                                                 | Đề cử     | [ 61 ]               |
| Liên hoan phim quốc tế Chicago                             | 27 tháng 10 năm 2024 | Hugo Bạc – Kịch bản xuất sắc nhất                                      | Mohammad Rasoulof                                                                          | Đoạt giải | [ 62 ]               |
| Giải Lựa chọn của giới phê bình điện ảnh                   | 7 tháng 2 năm 2025   | Phim ngoại ngữ hay nhất                                                | The Seed of the Sacred Fig                                                                 | Đề cử     | [ 63 ]               |
| Hiệp hội phê bình phim Dallas–Fort Worth                   | 18 tháng 12 năm 2024 | Phim ngoại ngữ hay nhất                                                | The Seed of the Sacred Fig                                                                 | Đoạt giải | [ 64 ]               |
| Hiệp hội phê bình phim Dallas–Fort Worth                   | 18 tháng 12 năm 2024 | Giải Russell Smith                                                     | The Seed of the Sacred Fig                                                                 | Đoạt giải | [ 64 ]               |
| Giải Dorian                                                | 13 tháng 2 năm 2025  | Phim ngoại ngữ của năm                                                 | The Seed of the Sacred Fig                                                                 | Đề cử     | [ 65 ]               |
| Giải thưởng điện ảnh châu Âu                               | 7 tháng 12 năm 2024  | Phim hay nhất                                                          | The Seed of the Sacred Fig                                                                 | Đề cử     | [ 66 ] [ 67 ]        |
| Giải thưởng điện ảnh châu Âu                               | 7 tháng 12 năm 2024  | Đạo diễn xuất sắc nhất                                                 | Mohammad Rasoulof                                                                          | Đề cử     | [ 66 ] [ 67 ]        |
| Giải thưởng điện ảnh châu Âu                               | 7 tháng 12 năm 2024  | Biên kịch xuất sắc nhất                                                | Mohammad Rasoulof                                                                          | Đề cử     | [ 66 ] [ 67 ]        |
| Hiệp hội phê bình phim Florida                             | 20 tháng 12 năm 2024 | Phim quốc tế hay nhất                                                  | The Seed of the Sacred Fig                                                                 | Đề cử     | [ 68 ]               |
| Hiệp hội phê bình phim Georgia                             | 7 tháng 1 năm 2025   | Kịch bản gốc xuất sắc nhất                                             | Mohammad Rasoulof                                                                          | Đề cử     | [ 69 ]               |
| Hiệp hội phê bình phim Georgia                             | 7 tháng 1 năm 2025   | Phim quốc tế hay nhất                                                  | The Seed of the Sacred Fig                                                                 | Đề cử     | [ 69 ]               |
| Giải phim Đức                                              | 9 tháng 5 năm 2025   | Phim hay nhất                                                          | Mohammad Rasoulof, Mani Tilgner, Rozita Hendijanian                                        | Bạc       | [ 70 ] [ 71 ] [ 72 ] |
| Giải phim Đức                                              | 9 tháng 5 năm 2025   | Đạo diễn xuất sắc nhất                                                 | Mohammad Rasoulof                                                                          | Đề cử     | [ 70 ] [ 71 ] [ 72 ] |
| Giải phim Đức                                              | 9 tháng 5 năm 2025   | Kịch bản xuất sắc nhất                                                 | Mohammad Rasoulof                                                                          | Đề cử     | [ 70 ] [ 71 ] [ 72 ] |
| Giải phim Đức                                              | 9 tháng 5 năm 2025   | Nam diễn viên chính xuất sắc nhất                                      | Misagh Zare                                                                                | Đoạt giải | [ 70 ] [ 71 ] [ 72 ] |
| Giải phim Đức                                              | 9 tháng 5 năm 2025   | Nữ diễn viên phụ xuất sắc nhất                                         | Niousha Akhshi                                                                             | Đề cử     | [ 70 ] [ 71 ] [ 72 ] |
| Giải phim Đức                                              | 9 tháng 5 năm 2025   | Dựng phim xuất sắc nhất                                                | Andrew Bird                                                                                | Đề cử     | [ 70 ] [ 71 ] [ 72 ] |
| Giải Quả cầu vàng                                          | 5 tháng 1 năm 2025   | Phim ngoại ngữ hay nhất                                                | The Seed of the Sacred Fig                                                                 | Đề cử     | [ 73 ]               |
| Giải Hollywood Music in Media                              | 20 tháng 11 năm 2024 | Best Original Score – Independent Film (Foreign Language)              | Karzan Mahmood                                                                             | Đề cử     | [ 74 ]               |
| Hiệp hội phê bình phim Houston                             | 14 tháng 1 năm 2025  | Phim ngoại ngữ hay nhất                                                | The Seed of the Sacred Fig                                                                 | Đề cử     | [ 75 ]               |
| International Cinephile Society                            | 9 tháng 2 năm 2025   | Phim hay nhất                                                          | The Seed of the Sacred Fig                                                                 | Đề cử     | [ 76 ]               |
| International Cinephile Society                            | 9 tháng 2 năm 2025   | Kịch bản gốc xuất sắc nhất                                             | Mohammad Rasoulof                                                                          | Đề cử     | [ 76 ]               |
| Hiệp hội phê bình phim Iowa                                | 19 tháng 12 năm 2024 | Phim ngoại ngữ hay nhất                                                | The Seed of the Sacred Fig                                                                 | Đoạt giải | [ 77 ]               |
| Hiệp hội phê bình phim Los Angeles                         | 8 tháng 12 năm 2024  | Đạo diễn xuất sắc nhất                                                 | Mohammad Rasoulof                                                                          | Đoạt giải | [ 78 ] [ 79 ]        |
| Hiệp hội phê bình phim Los Angeles                         | 8 tháng 12 năm 2024  | Phim ngoại ngữ hay nhất                                                | The Seed of the Sacred Fig                                                                 | Á quân    | [ 78 ] [ 79 ]        |
| Giải Lumière                                               | 20 tháng 1 năm 2025  | Best International Co-Production                                       | The Seed of the Sacred Fig                                                                 | Đoạt giải | [ 80 ]               |
| Liên hoan phim Middleburg                                  | Tháng 10 năm 2024    | Giải Khán giả cho phim quốc tế hay nhất                                | The Seed of the Sacred Fig                                                                 | Đoạt giải | [ 81 ]               |
| NAACP Image Awards                                         | 22 tháng 2 năm 2025  | Phim quốc tế hay nhất                                                  | The Seed of the Sacred Fig                                                                 | Đề cử     | [ 82 ]               |
| Ủy ban Quốc gia về phê bình điện ảnh                       | 7 tháng 1 năm 2025   | Phim quốc tế hay nhất                                                  | The Seed of the Sacred Fig                                                                 | Đoạt giải | [ 83 ]               |
| Hiệp hội phê bình phim Quốc gia                            | 4 tháng 1 năm 2025   | Phim ngoại ngữ hay nhất                                                | The Seed of the Sacred Fig                                                                 | Á quân    | [ 84 ]               |
| New York Film Critics Online                               | 16 tháng 12 năm 2024 | Phim quốc tế hay nhất                                                  | The Seed of the Sacred Fig                                                                 | Đề cử     | [ 85 ]               |
| Hiệp hội phê bình phim trực tuyến                          | 27 tháng 1 năm 2025  | Phim ngoại ngữ hay nhất                                                | The Seed of the Sacred Fig                                                                 | Đề cử     | [ 86 ]               |
| Hiệp hội phê bình phim Philadelphia                        | 21 tháng 12 năm 2024 | Phim nước ngoài hay nhất                                               | The Seed of the Sacred Fig                                                                 | Á quân    | [ 87 ]               |
| Giải Vệ tinh                                               | 26 tháng 1 năm 2025  | Phim quốc tế hay nhất                                                  | The Seed of the Sacred Fig                                                                 | Đề cử     | [ 88 ]               |
| Giải Vệ tinh                                               | 26 tháng 1 năm 2025  | Kịch bản gốc xuất sắc nhất                                             | Mohammad Rasoulof                                                                          | Đề cử     | [ 88 ]               |
| Hiệp hội phê bình phim San Diego                           | 9 tháng 12 năm 2024  | Phim ngoại ngữ hay nhất                                                | The Seed of the Sacred Fig                                                                 | Đề cử     | [ 89 ]               |
| Hiệp hội phê bình phim khu vực vịnh San Francisco          | 15 tháng 12 năm 2024 | Phim quốc tế hay nhất                                                  | The Seed of the Sacred Fig                                                                 | Đoạt giải | [ 90 ]               |
| Liên hoan phim quốc tế San Sebastián                       | 28 tháng 9 năm 2024  | City of Donostia / San Sebastian Audience Award for Best European Film | The Seed of the Sacred Fig                                                                 | Đoạt giải | [ 91 ]               |
| Hiệp hội phê bình phim Seattle                             | 16 tháng 12 năm 2024 | Phim quốc tế hay nhất                                                  | The Seed of the Sacred Fig                                                                 | Đề cử     | [ 92 ]               |
| Hiệp hội phê bình phim Đông Nam                            | 16 tháng 12 năm 2024 | Phim ngoại ngữ hay nhất                                                | The Seed of the Sacred Fig                                                                 | Á quân    | [ 93 ]               |
| Hiệp hội phê bình phim St. Louis                           | 15 tháng 12 năm 2024 | Phim hay nhất                                                          | The Seed of the Sacred Fig                                                                 | Đề cử     | [ 94 ]               |
| Hiệp hội phê bình phim St. Louis                           | 15 tháng 12 năm 2024 | Đạo diễn xuất sắc nhất                                                 | Mohammad Rasoulof                                                                          | Á quân    | [ 94 ]               |
| Hiệp hội phê bình phim St. Louis                           | 15 tháng 12 năm 2024 | Kịch bản gốc xuất sắc nhất                                             | Mohammad Rasoulof                                                                          | Đề cử     | [ 94 ]               |
| Hiệp hội phê bình phim St. Louis                           | 15 tháng 12 năm 2024 | Phim quốc tế hay nhất                                                  | The Seed of the Sacred Fig                                                                 | Đoạt giải | [ 94 ]               |
| Liên hoan phim Sydney                                      | 16 tháng 6 năm 2024  | Giải Khán giả GIO cho phim quốc tế hay nhất                            | The Seed of the Sacred Fig                                                                 | Đoạt giải | [ 95 ]               |
| Hiệp hội phê bình phim khu vực Washington D.C.             | 8 tháng 12 năm 2024  | Phim quốc tế hay nhất                                                  | The Seed of the Sacred Fig                                                                 | Đề cử     | [ 96 ]               |